# روژه پنژون
روژه پنژون (تلفظ می‌شود [ʁɔ.ʒe pɛ̃.ʒɔ̃]؛ ۲۸ اوت ۱۹۴۰ – ۱۹ مارس ۲۰۱۷) رکابزن حرفه‌ای اهل فرانسه بود که در رشتهٔ دوچرخه‌سواری جاده فعالیت می‌کرد. او توانست در سال ۱۹۶۷ قهرمان تور دو فرانس و در سال ۱۹۶۹ قهرمان ووئلتا اسپانیا شود.

## زندگی‌نامه
پنژون در اوتویل-لومپن زاده شد و در نزدیکی کوهستان ژورا رشد یافت. در نوجوانی اسکی‌باز بود؛ سپس وارد دوچرخه‌سواری رقابتی شد. خدمت سربازی خود را به مدت دو سال در الجزایر گذراند و پس از آن دوچرخه‌سواری حرفه‌ای را آغاز کرد. دوران حرفه‌ای او از سال ۱۹۶۴ تا ۱۹۷۴ به طول انجامید. در سال ۱۹۶۷ برندهٔ تور دو فرانس شد. در سال ۱۹۶۹ نیز برندهٔ ووئلتا اسپانیا و نایب قهرمان تور دو فرانس شد.
پس از بازنشستگی از سال ۱۹۷۹ تا ۱۹۹۸ به عنوان مشاور در رادیو تلویزیون سوئیس فعالیت می‌کرد. پنژون در ۱۹ مارس ۲۰۱۷ در خانهٔ خود در روستای بوپون در دپارتمان ان به دلیل حملهٔ قلبی درگذشت.

## نتایج در گرند تورها
|                 | ۱۹۶۵    | ۱۹۶۶   | ۱۹۶۷   | ۱۹۶۸   | ۱۹۶۹   | ۱۹۷۰      | ۱۹۷۱ | ۱۹۷۲     | ۱۹۷۳     | ۱۹۷۴   |
| تور دو فرانس    | ۱۲      | ۸      | ۱      | ۵      | ۲      | ناتمام-۷ب | نرفت | ناتمام-۹ | نرفت     | ۱۱     |
| پیروزی در مراحل | ۰       | ۰      | ۱      | ۲      | ۱      | ۰         | —    | ۰        | —        | ۰      |
| رده‌بندی کوهستان | ۱۵      | ۹      | ۵      | ۴      | ۲      | بی‌رتبه    | —    | بی‌رتبه   | —        | بی‌رتبه |
| رده‌بندی امتیازی | ۱۷      | بی‌رتبه | ۸      | ۱۱     | ۴      | بی‌رتبه    | —    | بی‌رتبه   | —        | بی‌رتبه |
| جیرو دیتالیا    | نرفت    | نرفت   | ناتمام | ناتمام | نرفت   | نرفت      | نرفت | نرفت     | نرفت     | نرفت   |
| پیروزی در مراحل | —       | —      | ۰      | ۰      | —      | —         | —    | —        | —        | —      |
| رده‌بندی کوهستان | —       | —      | بی‌رتبه | بی‌رتبه | —      | —         | —    | —        | —        | —      |
| رده‌بندی امتیازی | ناموجود | —      | بی‌رتبه | بی‌رتبه | —      | —         | —    | —        | —        | —      |
| ووئلتا اسپانیا  | نرفت    | نرفت   | نرفت   | نرفت   | ۱      | نرفت      | نرفت | نرفت     | ناتمام-۵ | نرفت   |
| پیروزی در مراحل | —       | —      | —      | —      | ۲      | —         | —    | —        | ۰        | —      |
| رده‌بندی کوهستان | —       | —      | —      | —      | ۲      | —         | —    | —        | بی‌رتبه   | —      |
| رده‌بندی امتیازی | —       | —      | —      | —      | بی‌رتبه | —         | —    | —        | بی‌رتبه   | —      |

| ۱        | برنده                               |
| ۲–۳      | سه نفر اول                          |
| ۴–۱۰     | ده نفر اول                          |
| ۱۱–      | گذر از خط پایان                     |
| نرفت     | در مسابقه شرکت نکرد                 |
| ناتمام-x | به پایان نرساند (انصراف در مرحله x) |
| DNS-x    | آغاز نکرد (عدم شرکت در مرحله x)     |
| اخراج    | اخراج شد                            |
| ناموجود  | مسابقه/رده‌بندی انجام نشد            |
| بی‌رتبه   | در رده‌بندی گنجانده نشد              |